# Delphyre mimula
Delphyre mimula är en fjärilsart som beskrevs av Max Wilhelm Karl Draudt 1915. Delphyre mimula ingår i släktet Delphyre och familjen björnspinnare. Inga underarter finns listade i Catalogue of Life.